# Jan Páleníček
Violoncelliste tchèque et musicien de chambre, Jan Páleníček est l'héritier d'une grande tradition familiale d'interprétation de la musique tchèque, liée au pianiste et compositeur Josef Páleníček, son père, également fondateur du Smetana Trio dans les années 1930. Jan Páleníček est aujourd'hui à la tête de cette formation.
Il s'est produit en soliste avec la Philharmonie de Monte-Carlo, l'Orchestre du Festival de Lugano, la Philharmonie d'État de Brno, la Philharmonie Janáček d'Ostrava, la Philharmonie de Hradec Králové, la Philharmonie de Chambre de Pardubice, ...
Il a enregistré, entre autres : le Concerto en si bémol mineur d'Antonín Dvořák et les Variations sur un thème Rococo de Tchaïkovski.
Récemment, il a obtenu deux distinctions majeures avec le Smetana Trio pour l'intégrale des trios pour piano de Dvořák, parmi lesquels le célèbre trio « Dumky » : Diapason d'Or et le BBC Music Magazine Award 2007 dans la catégorie musique de chambre.